# 丸田幸治
丸田 幸治（まるた こうじ、1880年〈明治13年〉2月20日 - 1945年〈昭和20年〉2月26日）は、明治期から昭和期にかけての大日本帝国海軍の軍医。最終階級は海軍軍医少将。

## 経歴
新潟県長岡市に生まれる。旧制新潟県立長岡中学校を経て、京都帝国大学医科大学を卒業する。1908年（明治41年）海軍中軍医に任官。1917年（大正6年）九州帝国大学大学院を経て、海軍軍医学校教官等を歴任する。1931年（昭和6年）海軍軍医少将となる。
なお長岡高等学校同窓会名簿には「丸田幸二」との記載もある。

## 親族
長男は、海軍軍医の丸田吉人。レイテ沖海戦で重巡洋艦鳥海の軍医長として乗艦し戦死。丸田吉人は井上成美大将の長女（一人娘）・靚子の配偶者である。
丸田幸治の孫は丸田研一で『わが祖父井上成美』（徳間書店）の著者。丸田研一の父方の祖父が丸田幸治で、母方の祖父が井上成美である。